# Abel Herrera
Abel Gerald Herrera Pastor (ur. 25 kwietnia 1985) – peruwiański zapaśnik walczący w stylu wolnym. Zajął 22. miejsce na mistrzostwach świata w 2013. Piąty na igrzyskach panamerykańskich w 2019. Zdobył srebrny medal na mistrzostwach panamerykańskich w 2018 i brązowy w 2009 i 2012. Drugi na igrzyskach Ameryki Południowej w 2010 i 2014. Mistrz Ameryki Południowej w 2009, 2012, 2013 i 2019. Triumfator igrzyskach boliwaryjskich w 2009 i 2013 roku. Jego żoną jest zapaśniczka Thalía Mallqui.
- Zajął drugie miejsce podczas mistrzostw panamerykańskich w 2015, ale został zdyskwalifikowany za doping i pozbawiony medalu[1].